# 萨尔茨贝根
萨尔茨贝根是德国下萨克森州的一个市镇。总面积53.35平方公里，总人口7492人，其中男性3765人，女性3727人（2011年12月31日），人口密度140人/平方公里。